# Leichtathletik-Weltmeisterschaften 2022/Teilnehmer (Gibraltar)
| Gelbes Symbol für Goldmedaillen mit stilisierten Olympischen Ringen | Graues Symbol für Silbermedaillen mit stilisierten Olympischen Ringen | Braundes Symbol für Bronzemedaillen mit stilisierten Olympischen Ringen |
| ------------------------------------------------------------------- | --------------------------------------------------------------------- | ----------------------------------------------------------------------- |
| —                                                                   | —                                                                     | —                                                                       |

Gibraltar nahm an den Leichtathletik-Weltmeisterschaften 2022 in Eugene mit einem Athleten teil.

## Ergebnisse

### Männer

#### Laufdisziplinen
| Athletin   | Disziplin | Vorlauf    | Vorlauf | Halbfinale | Halbfinale | Finale | Finale |
| Athletin   | Disziplin | Zeit       | Platz   | Zeit       | Platz      | Zeit   | Platz  |
| ---------- | --------- | ---------- | ------- | ---------- | ---------- | ------ | ------ |
| Craig Gill | 100 m     | 11,24 s SB | 15      | DNQ        | DNQ        | –      | –      |